# 永倉みゆき
永倉 みゆき（ながくら みゆき、1958年11月 - ）は、日本の家政学者（児童学・保育学）。学位は、教育学修士（静岡大学・1990年）。本名は山本（やまもと）だが仕事上では旧姓を使用している。静岡県立大学短期大学部こども学科教授。
常葉学園短期大学保育科准教授、静岡県立大学短期大学部社会福祉学科教授などを歴任した。

## 概要
小学校や幼稚園の教員を経て、常葉学園短期大学の保育科の准教授や静岡県立大学短期大学部の社会福祉学科の教授を務めるなど、研究者としても活躍した。児童学や保育学に関する研究に従事しており、特に第二次世界大戦後の社会における保育や保育者についての研究が知られている。

## 来歴

### 生い立ち
1958年11月に生まれた。お茶の水女子大学に進学し、家政学部の児童学科にて学んだ。1981年3月、お茶の水女子大学を卒業した。それにともない、家政学士の学位を取得した。
1981年4月より、静岡市立大河内小学校にて教諭として教鞭を執った。1984年4月からは、静岡県における唯一の国立幼稚園である静岡大学の教育学部附属幼稚園にて教官を務めた。また、内地留学により静岡大学の大学院に在籍し、教育学研究科の幼児教育専修にて学んだ。1990年3月、静岡大学における大学院の課程を修了した。それにともない、教育学修士の学位を取得した。1995年4月、静岡市立麻機小学校に転じ、教諭となった。1999年4月には、静岡市立安東幼稚園に転任し、教諭を務めた。2002年4月には、静岡市立西奈小学校に転任し、同様に教諭を務めた。

### 研究者として
2004年4月、常葉学園短期大学に転じ、保育科の講師を専任で務めることになった。2011年4月には、常葉学園短期大学の保育科にて准教授に昇任した。その後、静岡県立大学に転じ、短期大学部の社会福祉学科にて教授に就任した。のちに、静岡県立大学短期大学部にこども学科が新設されたことに伴い、2016年よりこども学科の教授に異動した。
また、読書活動の啓発、普及にも取り組んでおり、静岡市子ども読書活動推進会議では副会長に就任し、静岡市図書館協議会では会長に就任するなど、要職を歴任した。

## 研究
お茶の水女子大学の家政学部児童学科の出身であり、小学校や幼稚園の教員としての実務経験を持つことから、児童学に関する分野の研究に取り組んでいる。また、保育学に関する分野の研究にも取り組んでいる。具体的には、子供の「育ち」に関する研究や、保育に対する「見方」についての研究に取り組んでいる。特に、第二次世界大戦後の社会における保育や保育者についての研究が知られている。なお、保育学や教育学に関する専門書も、複数上梓している。
学術団体としては、日本保育学会、日本乳幼児教育学会などに所属している。

## 略歴
- 1958年 - 誕生。
- 1981年 - お茶の水女子大学家政学部卒業。
- 1981年 - 静岡市立大河内小学校教諭。
- 1984年 - 静岡大学教育学部附属幼稚園教官。
- 1990年 - 静岡大学大学院教育学研究科幼児教育専修課程修了。
- 1995年 - 静岡市立麻機小学校教諭。
- 1999年 - 静岡市立安東幼稚園教諭。
- 2002年 - 静岡市立西奈小学校教諭。
- 2004年 - 常葉学園短期大学保育科講師。
- 2011年 - 常葉学園短期大学保育科准教授。

## 著作

### 共著
- 大沼良子・榎沢良彦編著、榎田二三子ほか共著『保育原理』建帛社、2011年。ISBN 9784767932750
- 金村美千子編著、亀谷美代子ほか著『新保育課程・教育課程論』同文書院、2011年。ISBN 9784810314007
- 戸田雅美・佐伯一弥編著、榎本眞実ほか共著『幼児教育・保育課程論』建帛社、2011年。ISBN 9784767932774
- 小原敏郎・神蔵幸子・義永睦子編著、榎田二三子ほか共著『保育・教職実践演習――保育者に求められる保育実践力』建帛社、2013年。ISBN 9784767950051

### 分担執筆、寄稿、等
- 榎沢良彦・入江礼子編著『保育内容言葉』2版、建帛社、2008年。ISBN 9784767932545
- 榎田二三子・大沼良子・増田時枝編著『保育者論』建帛社、2009年。ISBN 9784767932439
- 森上史朗・小林紀子・渡辺英則編『保育内容「人間関係」』ミネルヴァ書房、2009年。ISBN 9784623054985